# Zamarada fessa
Zamarada fessa är en fjärilsart som beskrevs av Louis Beethoven Prout 1912. Zamarada fessa ingår i släktet Zamarada och familjen mätare. Inga underarter finns listade i Catalogue of Life.